# Sarpang
Sarpang (dzongkha གསར་སྤང་ར) – miasto w południowej części Bhutanu, w pobliżu granicy z Indiami. Jest stolicą dystryktu Sarpang.